# Форбс, Джордж, 3-й граф Гранард
Джордж Форбс, 3-й граф Гранард (англ. George Forbes, 3rd Earl of Granard; 21 октября 1685 — 19 июня 1765) — англо-ирландский пэр, политик, вице-адмирал и дипломат.

## Происхождение
Родился 21 октября 1685 года в Ирландии. Второй сын Артура Форбса, 2-го графа Гранарда (1656—1734), и Мэри Родон (1661—1724), дочери сэра Джорджа Родона, 1-го баронета из Мойры. Некоторое время он учился в гимназии Дроэды.
Его дед, Артур Форбс, 1-й граф Гранард, умер, когда юному Джорджу было около двенадцати лет. Приехав в Лондон со своей бабушкой в 1702 году, он представился адмиралу Джорджу Черчиллю, тогдашнему первому члену совета лорда-верховного адмирала, принца Георга Датского, и стремился поступить на службу в военно-морской флот.

## Карьера
Джордж Черчилль назначил его на корабль Ройял Энн в Портсмуте и сделал лейтенантом морской пехоты. Форбс был мичманом на корабле Святой Джордж в 1704 году. Под командованием адмирала Джорджа Рука Джордж Форбс участвовал в осаде и взятии Гибралтара (1-4 августа 1704 года) и в битве при Малаге (24 августа 1704 года). Джордж Форбс стал наследником графства после смерти своего старшего брата Артура Форбса, капитана шотландской королевской семьи, от ран, полученных в битве при Бленхейме.
В 1705 году Джордж Форбс был вторым лейтенантом фрегата Тритон, одного из самых активных крейсеров военно-морского флота. За пятнадцать месяцев Тритон захватил в Ла-Манше двадцать три французских капера. Он был в ней при осаде Остенде в 1706 году, где находился на берегу, и впервые встретился с герцогом Аргайллом, командовавшим английской армией. Джордж Форбс получил чин капитана фрегата Линн, на котором он служил в конвоях для торговых операций в Балтийском море. Затем он был переведен на корабль Госпорт, а в январе 1707 года — в 50-пушечный Леопард. В марте 1707 года он был назначен бригадиром 4-го отряда конной гвардии, капитаном и полковником которого был герцог Аргайл.
В 1708 году Джордж Форбс стал членом Тринити-хауса. В мае 1709 года он покинул свой корабль, чтобы нести службу со своим отрядом в Виндзоре, где «его бодрый гений и вежливость манер рекомендовали его королеве Анне» , по желанию которой он был назначен на корабль Графтон из 70 орудий. Форбс, который тем временем женился, отплыл в Средиземное море с сэром Джоном Норрисом в 1710 году. Карл III Испанский (впоследствии император Карл VI) имел тогда свой двор в Барселоне, и Норрис разместил несколько кораблей у берегов Каталонии, командование им было поручено Форбсу, которому было приказано максимально сотрудничать с испанским двором и которому было разрешено проживать на берегу. Два генуэзских военных корабля с 50 и 70 орудиями соответственно находились в Кадисе, грузя денежную казну, предположительно предназначавшуюся для использования французской фракцией в Италии.
Испанский король предложил Джорджу Форбсу выйти в море и захватить суда на обратном пути. Форбс заявил, что Англия находится в мире с Генуэзской республикой; но, под давлением короля и королевы он отправился на своем собственном корабле Графтон с 70 пушками и «Чатем» с 50 пушками под командой капитана Николаса Хэддока, повел генуэзские корабли в порт Махон высадил офицеров и экипажи на берег, высадил денежный груз на сумму 1 600 000 долларов и вернулся с кораблями в Барселону.
Джордж Форбс, сомневаясь в законности захвата, извинился до тех пор, пока не получит инструкций из Лондона или от генерала Дджеймса Стэнхоупа, британского посла и главнокомандующего в Испании, и, чтобы избежать всякой видимости отсталости, отправился на переговоры с Стэнхоупом. Он присоединился к части союзной армии под командованием маршала Гвидо фон Штаремберга и был легко ранен во время атаки в битве при Вильявисьосе 10 декабря 1710 года. Стэнхоуп сдался в Бриуэге накануне. Форбс вернулся в Барселону и обнаружил из Лондона приказ, запрещающий распоряжаться генуэзскими сокровищами, что крайне смутило испанский двор. Джордж Форбс приехал в Англию с письмом с автографом от Карла III королеве Анне. В конце концов, британское правительство решило сохранить захват и возместить ущерб Генуэзской республике.
В январе 1711 года командовать в Испании был назначен герцог Аргайл. Он намеревался оставить Джорджа Форбса, который должен был служить вместе с ним, в Лондоне, чтобы добывать припасы для армии, которой не хватало денег. Форбс получил заказ на восемьсот тысяч долларов генуэзских сокровищ и отправился через Нидерланды, Германию, Тироль и Италию в Геную, где сел на корабль с такой скоростью, что добрался до Барселоны за двадцать один день из Англии. В течение этого года он служил в армии в Испании во главе трехсот кавалеристов, которых Аргайл намеревался сформировать в новый кавалерийский полк под командованием Форбса. Полк так и не был укомплектован, поскольку мирные переговоры зашли слишком далеко.
В 1712 году Джордж Форбс был назначен на 50-пушечный Гринвич, став корнетом и майором своего конногвардейского отряда. После Утрехтского мира он командовал небольшой эскадрой судов в Средиземноморье и поселился с женой и ребенком на Менорке, откуда вернулся домой в 1716 году. Через год после этого он был назначен вице-губернатором замка Св. Филиппа на острове Менорка, и исполнял обязанности губернатора острова во время кратких военных действий с Испанией в 1718 году. Он навел порядок на острове и отменил судебные процессы над колдовством, которые были источником многих страданий.
По возвращении домой в 1719 году Джэордж Форбс по просьбе короля Георга I отправился в Вену, чтобы осуществить давний проект императора Карла VI по созданию военно-морской флота либо в Неаполе и на Сицилии, либо на Адриатике. Джордж Форбс получил чин вице-адмирала императорской службы с жалованьем в двенадцать тысяч флоринов в год и неограниченными организационными полномочиями. Но австрийские министры холодно отнеслись к этой схеме и приняли политику молчаливого обструкции, что по прошествии двух лет привело к тому, что Джордж Форбс отказался от своего назначения на частной аудиенции у императора, который подарил ему ценное кольцо с бриллиантом в знак признания его заслуг. Джордж Форбс присоединился к королю Георгу в Ганновере, а затем вернулся домой.
В 1724 году он был назначен командовать 60-пушечным кораблем Кентенбери на средиземноморской станции и защищал Гибралтар от испанцев в 1726—1727 годах. 11 марта 1727 года Форбс вместе с кораблем Рояль Ояк захватил новый испанский 46-пушечный военный корабль пятого ранга Nuestra Senor Del Rosario недалеко от Кадиса во время операции по оказанию помощи в Гибралтаре. В сентябре того же года Форбс, в 1723—1727 годах заседавший в английской палате общин от района Квинборо, был вызван в Ирландскую палату лордов под титулом барона Форбса.

## Губернатор Подветренных островов
В 1729 году Джордж Форбс был назначен губернатором и генерал-капитаном Подветренных островов, с этой должности он ушел в отставку в конце года. В 1730 году он предложил английскому правительству основать колонию на озере Эри, где она станет барьером против французских посягательств из Канады. премьер-министр Великобритании, сэр Роберт Уолпол, который не любил Джорджа Форбса как «слишком занятого и любопытного», признал справедливость условий, но проект не был реализован. В 1731 году Форбс был назначен на 80-пушечный «Корнуолл» и командовал этим кораблем в Средиземном море под командованием адмирала, сэра Чарльза Вейгера.

## Посланник в России
В 1733 году Артур Форбс был назначен чрезвычайным посланником и полномочным министром при дворе российской императрицы Анны Иоанновны. Он провел переговоры и заключил договор — первый, заключенный двором Санкт-Петербурга с каким-либо европейским государством — для лучшего регулирования таможни и для содействия введению британских шерстяных товаров. После его возвращения в Англию в 1734 году императрица Анна Иоанновна, фаворитом которой он был, предложила ему верховное командование императорским российским флотом, но он отказался . Он получил звание флага и унаследовал титул графа Гранарда после смерти своего отца в том же году.

## Дальнейшая жизнь
В 1737 году лорд Гранард, который был членом Ирландской льняной компании и проявлял большой интерес к политической экономии, сыграл важную роль в улучшении ирландской валюты. Когда в 1739 году поднялся народный протест против Испании, ему предложили командовать «крепкой эскадрой» для Вест-Индии, но он отказался. Тем не менее, когда его старший адмирал Эдвард Вернон, уволенный в отставку, был возвращен на службу через голову и отправлен в отставку, лорд Гранард счел себя обойденным и отказался от службы. Его имя сохранилось в списке флагов, и ему на некоторое время выдали половинное жалованье, но 31 декабря 1742 года его отставка была наконец принята.
Заявление некоторых биографов о том, что он продолжал службу и на момент смерти был старшим адмиралом, возникло из-за того, что лорда Гранарда, более известного на военно-морской службе как лорд Форбс, спутали с его сыном, адмиралом флота достопочтенным Джоном Форбсом. Гранард ушел из армии более чем за двадцать лет до того, как оставил сестринскую службу. Он заключил договор с лордом Дандональдом о командовании 4-м отрядом конной гвардии, за что должен был дать 10 000 фунтов стерлингов, но прервал переговоры по желанию герцога Аргайлла, который желал, чтобы он был главой военно-морского флота. Благодаря интересам герцога Аргайла, лорд Гранард был избран в Палату общин от Эйр-Берга в 1741 году и принял очень активное участие в бурных дискуссиях, которые вынудили сэра Роберта Уолпола покинуть свой пост 3 февраля 1742 года, в вследствие чего он был назначен членом комиссии по расследованию поведения экс-министра. Но впоследствии он с отвращением расстался со своими коллегами и ушел из общественной жизни.
В 1721 году Джордж Форбс был назначен тайным советником Ирландии и в 1740 году назначен губернатором графств Уэстмит и Лонгфорд, уйдя в отставку в 1756 году.

## Личная жизнь
В 1709 году лорд Форбс женился на достопочтенной Мэри Стюарт Престон (ок. 1677 — 4 октября 1755), старшей дочери Уильяма Стюарта, 1-го виконта Маунтджоя, и Мэри Кут (старшая дочь Ричарда Кута, 1-го барона Кута). Мэри была вдовой Финеаса Престона из Ардсаллаха, графство Мит, от которого у нее было двое детей. У супругов было трое детей:
- Джордж Форбс, 4-й граф Гранард (15 марта 1710 — 16 октября 1769), который в побывал на армейской службе в Средиземноморье, собрал старый 76-й пехотный полк, расформированный в 1763 году, и умер генерал-майором и полковником 29-го пехотного полк в 1769 году. В 1736 году он женился на своей кузине Летиции Дэвис, дочери Артура Дэвиса[7].
- Достопочтенный Джон Форбс (1714 — 10 марта 1796), адмирал флота, который в 1758 году женился на леди Мэри Капелл, дочери Уильяма Капеля, 3-го графа Эссекса[3].
- Леди Мэри Форбс (? — 27 ноября 1797), вышедшая замуж за Джеймса Ирвина из Кингкоузи[9].

Лорд Гранард скончался в возрасте 80 лет в Ирландии 19 июня 1765 года .